# Richard Salter
Richard Salter (* 12. November 1943 in Hindhead, Surrey; † 1. Februar 2009 in Karlsruhe) war ein britischer Opern- und Konzertsänger (Bariton).

## Leben
Nach seinem Studium der englischen Literatur an der University of Cambridge nahm Richard Salter zunächst ein Gesangsstudium am Londoner Royal College of Music auf, das er an der Hochschule für Musik und darstellende Kunst in Wien abschloss. Bereits in Cambridge war Salter Gründungsmitglied der King’s Singers, denen er allerdings nur für ein halbes Jahr angehörte.
Sein erstes Festengagement an einem Opernhaus trat er 1971 am Staatstheater Darmstadt an. Verträge mit den Opern in Kiel und in Bremen schlossen sich an. Von 1987 bis 2007 gehörte er dem Ensemble des Staatstheaters am Gärtnerplatz in München an. Seit 1994 war er Bayerischer Kammersänger.
Er sang nicht nur am Gärtnerplatztheater, sondern war auch als Beckmesser in Wagners Die Meistersinger von Nürnberg an der Bayerischen Staatsoper zu hören. Diese Rolle verkörperte er auch am Opernhaus Nürnberg in der Neuinszenierung der Oper anlässlich des 950. Stadtjubiläums Nürnbergs. Seine Interpretation der Figur des Beckmesser gehörte zu den herausragenden Leistungen des Sängers, wobei er vor allem die zutiefst menschliche Seite der Figur betonte.
Er unterrichtete darüber hinaus an der Bayerischen Theaterakademie.
Schon früh in seiner Laufbahn führten ihn Gastauftritte an die großen Opernhäuser in Hamburg, Berlin, Paris und Wien, wohin er insbesondere wegen seiner besonderen Fähigkeiten im Umgang mit zeitgenössischer Musik immer wieder verpflichtet wurde.

## Modernes Repertoire
Eine Vielzahl von Komponisten der Gegenwart haben gezielt für Richard Salters Stimme komponiert, weshalb sein Name mit den Uraufführungen zahlreicher Opern des letzten Viertels des 20. Jahrhunderts verbunden ist, so zum Beispiel Jakob Lenz von Wolfgang Rihm, Enrico von Manfred Trojahn, Das Gesicht im Spiegel von Jörg Widmann oder Das Schloss von Aribert Reimann. Richard Salter ist darüber hinaus der einzige Sänger gewesen, der die Partie des Wozzeck sowohl in der Vertonung von Alban Berg (Wozzeck) als auch von Manfred Gurlitt (Wozzeck) gesungen und im Repertoire hatte.
Für September 2009 war seine Mitwirkung in der Titelpartie bei der Uraufführung der Oper Kepler von Philip Glass am Landestheater Linz unter der musikalischen Leitung von Dennis Russell Davies geplant. Richard Salter starb in Karlsruhe, wo er am Badischen Staatstheater mit den Proben zu Benjamin Brittens Tod in Venedig beginnen sollte.

## Tondokumente
Auf Schallplatte bzw. CD ist Richard Salters Stimme u. a. mit Liedern von Rihm und Reimann, aber auch z. B. mit Robert Schumanns Szenen aus Goethes Faust festgehalten. Die einzige Gesamtaufnahme von Rihms Jakob Lenz dokumentiert Salter in der Titelpartie.